# Vysoké Pole (Dětřichov)
Vysoké Pole (německy Hohenfeld) je základní sídelní jednotka, součást obce Dětřichov v okrese Svitavy v Pardubickém kraji. Nachází se asi 9,5 km severozápadně od Svitav. V roce 2011 zde žilo 10 obyvatel ve 14 domech.
Vysoké Pole z větší části zaniklo po roce 1945 a na místě původních domů byly postaveny rekreační objekty. V současnosti je Vysoké Pole rekreačním střediskem. Dříve se ve Vysokém Poli nacházela škola.
Osada je roztroušena na šest částí, největší z nich je tvořena čp. 82, 83, 84, 85, 86, 87, 88, 89 a 114. Další čp. jsou 40, 81, 90, 91 a 124. Celkem tedy je ve Vysokém Poli registrováno čtrnáct čísel popisných.
| Rok            | 1869 | 1880 | 1890 | 1900 | 1910 | 1921 | 1930 | 1950 | 1961 | 1970 | 1980 | 1991 | 2001 | 2011 |
| -------------- | ---- | ---- | ---- | ---- | ---- | ---- | ---- | ---- | ---- | ---- | ---- | ---- | ---- | ---- |
| Počet obyvatel | 180  | 206  | 203  | 189  | 207  | 177  | 152  | 20   | 14   | 15   | –    | –    | 10   | 10   |
| Počet domů     | 31   | 31   | 31   | 30   | 30   | 31   | 33   | 25   | –    | 4    | –    | –    | 12   | 14   |

## Galerie

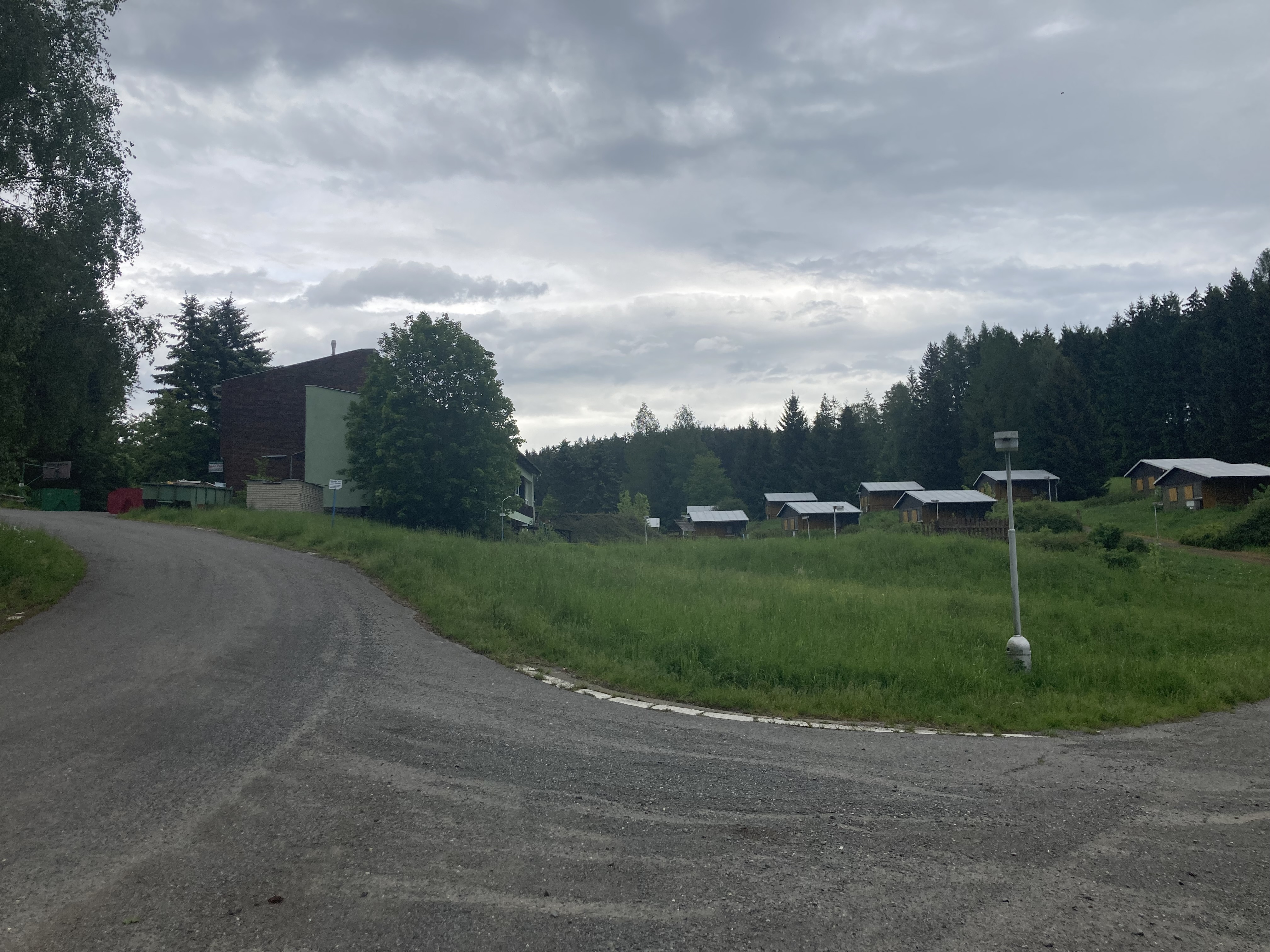
Rekreační objekty v jižní části osady.
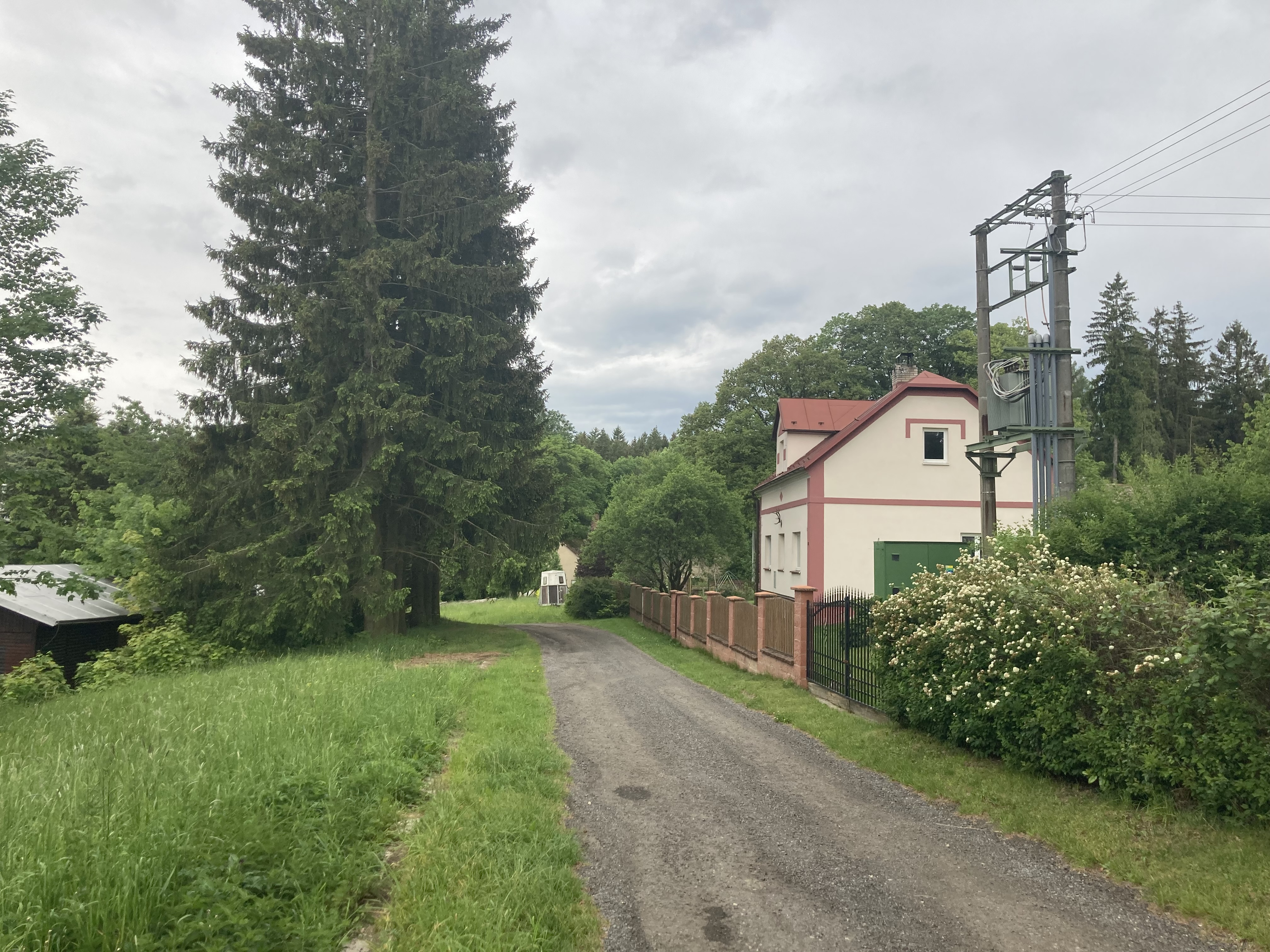
Hájovna v jižní části osady.